# Didelphidae
Ne doit pas être confondu avec opossum américain.
Didelphidés, Opossums, Opossums d'Amérique
Famille
Les Didelphidés, Opossums, Opossums d'Amérique ou Sarigues (Didelphidae) est une famille des mammifères marsupiaux d'Amérique. L'aire de distribution des Didelphidés s'étend du sud du Canada au nord de l'Argentine.
La plupart des opossums sont arboricoles ; les pattes préhensiles sont pourvues de griffes robustes. L'opossum a des mœurs nocturnes ; c'est un prédateur de reptiles, d'oiseaux et de petits mammifères. Les femelles mettent bas après 8 à 14 jours de gestation ; le petit vit ensuite pendant plus de cent jours dans le marsupium, la poche ventrale de sa mère.

## Nomenclature et étymologie
Le nom « opossum » vient du mot algonquin wapathemwa.
À l'origine la dénomination sarigue désignait l'ensemble des didelphidés, celle d'opossum étant réservée à l'espèce Didelphis marsupialis.
Opossum ou possum ? Les anglophones utilisent le mot possum, abréviation familière d'opossum, pour désigner l'opossum de Virginie ainsi que d'autres espèces de marsupiaux du continent américain appartenant à l'ordre des Didelphidae ou des Paucituberculata. Par extension les australiens et néo-zélandais désignent également par cette abréviation les marsupiaux de l'ordre des Phalangeriformes d'Océanie. En français l'usage du mot « possum » est un anglicisme dû à un abus de traduction du nom d'animaux appelés possum en anglais mais opossum, phalanger, couscous, etc. par les francophones.

## Classification
Ils sont divisés en deux sous-familles : les Caluromyinae et les Didelphinae.

### Sous-familles selonITIS
- sous-famille Caluromyinae Kirsch, 1977
- sous-famille Didelphinae Gray, 1821

### Sous-familles selonMSW

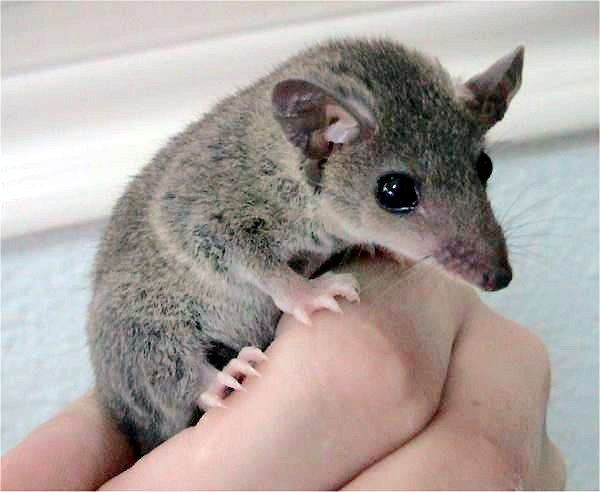
Monodelphis domestica

- sous-famille Caluromyinae
  - Caluromys
  - Caluromysiops
  - Glironia
- sous-famille Didelphinae
  - Chironectes
  - Didelphis
  - Gracilinanus
  - Hyladelphys
  - Lestodelphys
  - Lutreolina
  - Marmosa
  - Marmosops
  - Metachirus
  - Micoureus
  - Monodelphis
  - Philander
  - Thylamys
  - Tlacuatzin

## Remarques
Il semble que le fameux cliché de la sarigue portant ses petits enroulés sur sa queue ne concerne pas que le groupe des philanders. Une femelle de Didelphis marsupialis (manicou) a été observée en Martinique portant 5 à 6 petits sur son dos, l'extrémité de la queue des petits enroulée à celle de la mère, cette dernière parallèle à la ligne du dos et ne remontant que vers la pointe.